# Athetis atrispherica
Athetis atrispherica är en fjärilsart som beskrevs av George Francis Hampson 1914. Athetis atrispherica ingår i släktet Athetis och familjen nattflyn. Inga underarter finns listade i Catalogue of Life.